# ANN首都圏ニュース
『ANN首都圏ニュース』（エイ・エヌ・エヌ・しゅとけん・ニュース）とは、1975年3月31日 から1979年3月にテレビ朝日（1977年3月31日までは「NET」）で放送された関東ローカルのニュース番組（協力:朝日新聞東京本社）。
タイトルの通り首都圏ローカル番組であるが、ニュースネットワーク名の「ANN」をタイトルに含めていた。

## 歴史・概要
NETではANNの発足（1970年1月）を機に、ANN系列向全国ネット向けの『ANNニュース』を平日の夕方に編成したうえで、後半を首都圏（本来の放送対象地域）向けのローカルニュースに充てていた。ローカルニュースは1972年の10月から『ANNニュースレーダー』という単独番組（当初は「ANNニュース（全国ネット）」の前座として18:30-18:40→のちに全国ニュース後の18:45-18:55→さらに18:50-18:55）で放送していたが、近畿広域圏における1975年3月31日（月曜日）のネットチェンジ（ANNの加盟局が毎日放送から朝日放送へ移行したこと）を機に、『ニュースレーダー』を同日から全国ネット番組に「昇格」。このような事情から、前週（同年3月28日まで）の『ニュースレーダー』の役割と放送枠（18:50 - 19:00）を引き継ぐ、実質的な枠・タイトル交換の格好で当番組を立ち上げた。
当番組は、首都圏向けのストレートニュースと天気予報で構成。司会者はNET→テレビ朝日の現職アナウンサー（水野厚子、堀越むつ子、鈴木康敬他）から2名が、ニュースと天気予報を別々に担当していた。
オープニングタイトルはANN共通のアニメーションとテーマ曲（当時：パッパヤーバージョン、宮川泰作曲）ではなく、青色の背景に黄色で「ANN首都圏ニュース」ロゴとU字型のエンブレムが大きく描かれた静止画に明るい感じの曲、という独自の物を使用（番組開始から数秒後に「協力 朝日」のテロップを表示）していた。また、エンディングは無音でブルーバックに「ANN首都圏ニュース / 終  提供 ○○…」と表示していたのみであった。
この形態は1979年3月まで続いたが、テレビ朝日では当番組を同月に終了させたうえで、翌4月から後継番組として『6時のサテライト』を18:00 - 18:30に編成。当番組の放送枠を「藤子不二雄劇場」（藤本弘・安孫子素雄の連名による藤子不二雄原作のテレビアニメ枠）の一部に転換したうえで、同時に編成した日曜日午前中の全国ネット枠（30分間）での放送と並行しながら、1987年3月まで一部系列局との同時ネット（任意ネット扱い）で放送していた。